# 马鲁古拎树藤
马鲁古拎树藤（学名：Epipremnum moluccanum），属于天南星科麒麟叶属，是马鲁古群岛热带雨林中特有的一种木质藤本植物。

## 分布
本种仅分布于印尼马鲁古群岛，为当地特有种。

## 名称
本种学名中的种小名是取自其模式标本产地——马鲁古群岛。